# Tito Manzi
Tito Manzi (Pisa, 8 gennaio 1769 – Firenze, 27 giugno 1836) è stato un giurista e politico italiano.

## Biografia
Tito Manzi nacque a Pisa l'8 gennaio 1769, da Filippo, grosso proprietario terriero, e da Flavia Doddsworth; qui vi studiò legge presso l'Università di Pisa ed ebbe come compagni di studio Giuseppe Bonaparte e Cristoforo Saliceti. Si laureò, il 4 giugno 1789, in legge.

### Periodo toscano
Sempre a Pisa iniziò la sua attività di professore d'istituzioni criminali. Ottenne la cattedra di diritto criminale all'Università di Pisa dal 1791 al 1795.
Nel 1799 fu Presidente della Municipalità di Pisa.
Nel 1799 la Camera Nera lo condannò e lo destituì dall'università per le sue idee liberali e giacobine.
Nel 1799, alla partenza dei francesi, fu arrestato a Venezia; tradotto a Firenze, condannato a un anno di carcere e all'interdizione dai pubblici uffici.. Nel 1800, al secondo arrivo dei francesi, fu liberato dal carcere. Fu dimesso nel 1801 da professore dell'Università di Pisa.

### Periodo napoletano
Nel febbraio 1806 fu chiamato dall'allora re di Napoli e suo antico compagno di università, Giuseppe Bonaparte, a Napoli, al fine di aiutarlo nelle riforme dell'istruzione, del sistema giudiziario e della polizia. Nel 1806 fu nominato segretario generale del Consiglio di Stato.
Nel luglio 1806 acquistò con altri soci la proprietà del giornale Moderatore poi diventato Corriere di Napoli; nel 1811 fu associato con il Monitore Napolitano.
Ministro interinale dell'Interno. e, di fatto, capo della polizia politica napoletana.  Dal 1808 al 1815 fa parte della Commissione nominata per riordinare l'istruzione pubblica. Dal febbraio all'aprile 1809 sostituì Saliceti come Ministro di Polizia generale.
Fu in corrispondenza con la regina Borbone Maria Carolina d'Asburgo-Lorena. Nel 1815 essendo stato inviato a Firenze cercò di ostacolare con ogni mezzo le operazioni del Re di Napoli; notizie ricavate da alcune lettere del Ministro di Polizia a Napoli, Maghella. Il 12 marzo 1810 fu nominato commendatore dell'Ordine Reale delle Due Sicilie.
Nel 1812 gli furono assegnati degli incarichi all'interno della Corte di Appello di Napoli (giudice) e nel Consiglio di Stato. Nel 1814 componente della Commissione per codice penale e di procedura penale e dopo il 1815 fu uomo di affari e di fiducia del Bonaparte in Toscana.

### Rientro a Firenze
Nel 1815, dopo la caduta di Murat, abbandonò Napoli e il Granduca di Toscana. Su intercessione del barone Lebzeltern, ministro austriaco a Roma, gli fu accordato il rientro a Firenze. La sua casa a Firenze divenne ritrovo di esuli napoletani e di liberali toscani che fondarono la “Società letteraria di Storia Patria”. In questo periodo fu in corrispondenza con Giuseppe Bonaparte rifugiatosi a New York. Nel 1817 le autorità milanesi, diffidenti verso di lui, gli negarono il passaporto per Vienna e fu ordinata ed eseguita una perquisizione dei suoi bagagli.
Nel 1816, il Metternich, su segnalazione del conte Diego Guicciardi, vice Governatore della Lombardia, lo contattò e lo incaricò di svolgere un viaggio esplorativo negli Stati italiani. Ne derivò un ampio rapporto sulle condizioni dei singoli Stati. Tale relazione fece un'ottima impressione sia sul cancelliere che sull'imperatore austriaci.
Il rapporto di Tito Manzi rivelava ad ogni riga il proprio passionale trasporto per il regime cessato. Pur accettando il ruolo di informatore pagamento di Metternich, Manzi a aveva sino alla fine della missione esitato di fronte alla prospettiva di vedere consacrato questo suo nuovo rapporto di lavoro in forma ufficiale.
Quale giustificazione per il denaro che regolarmente gli faceva versare, attingendo ai suoi fondi segreti, mentre avrebbe preferito che venisse sborsato direttamente dallo stato, Metternich gli aveva offerto la nomina a consigliere aulico, l'inserimento, insomma, a pieno titolo negli organigrammi burocratici asburgici. Ma l'ex consigliere di stato del regno di Napoli su questo punto aveva risposto, in buona sostanza, picche; ufficializzando la sua nuova funzione – aveva fatto sapere – gli sarebbe infatti parso di tradire in qualche modo la propria identità profonda. Si effettuasse pure la sua nomina a «consigliere di reggenza con lo stipendio di 3.000 fiorini annui», ma la si tenesse segreta: «Sono con voi, ma come italiano non impiegatemi contro l'Italia e non mettetemi in contraddizione con la mia vita passata».
Manzi fu agente al servizio della corona austriaca dal 1817 al 1820 e ne fu regolarmente al soldo, mantenendo stretti rapporti con Metternich tramite il generale conte Ferdinando Bubna.
Nei suoi rapporti alla corona austriaca, Manzi dipingeva un quadro a tinte fosche dell'Italia della Restaurazione. Salvava quasi soltanto il nuovo governo borbonico di Napoli, per il buon motivo che gli pareva il più coerente erede delle innovazioni introdotte nel regno meridionale in età napoleonica. Cosi, se i suoi ragionamenti denunziavano impietosi lo stato di «letargo» nel quale erano affondate – nella più benevola delle ipotesi – le amministrazioni restaurate nel regno di Sardegna, nel granducato di Toscana, nei ducati padani e nello Stato Pontificio, Napoli spiccava come la sola capitale nella quale ci si premurasse con successo, grazie al ministro Medici, di «accrescere […] la forza del governo» e di migliorare insieme ad essa «la sorte del popolo». Simili positive risultanze erano dovute – secondo Manzi – al fatto che i Borboni non solo avevano mantenuto l'ordinamento murattiano nel Mezzogiorno continentale, ma l'avevano, nel 1818, esteso anche alla Sicilia: «È veramente solamente dopo queste innovazioni che i Borboni sono divenuti re di Sicilia, dopo essere stati sino a quel momento null'altro che maggiori e più potenti feudatari di quest'isola».
Concentrare saldamente il potere nelle mani sovrane e organizzare amministrazioni efficienti funzionali, dare forza allo stato, sottrarne ai vecchi corpi privilegiati, in primis nobiltà e clero. Era questo l'auspicio coltivato da Manzi in quegli anni, durante i quali gli pareva che la ruota della storia stesse tragicamente girando all'indietro, con l'eccezione di quel regno delle Due Sicilie dove «l'intero sistema amministrativo di Murat s'era [nel 1816] salvato come per miracolo da quel naufragio universale, che aveva inghiottito tutte le istituzioni, buone cattive, che il governo francese aveva precedentemente introdotto».

### La vecchiaia e la morte
Nel 1819 ebbe l'incarico di consegnare direttamente alle mani di Maria Luisa d'Asburgo-Lorena una lettera di Napoleone.
Intorno al 1821 il cancelliere imperiale cominciò a diffidare di Manzi, non da ultimo perché questi, di fronte al moto costituzionale napoletano del 1820, che pareva rimettere in moto le fantasie e le aspettative deluse di un'intera generazione di militanti dello stato napoleonico, aveva dato, segni di eccessiva eccitazione, al punto da lasciare ritenere ormai troppo rischiosa e compromettente la prosecuzione della missione affidatagli. Le ultime note informative inviate da Manzi a Metternich recano la data del 1822.
Morì poi il 27 giugno 1836 e fu sepolto nel chiostro della Basilica di Santa Croce a Firenze.

### Giudizi
Sopperì al suo aspetto modesto con un'ottima eloquenza e cultura tanto che nel 1799-1800 ebbe una relazione amorosa a Genova con la marchesa Luigia Pallavicini che, alla sua partenza per rientrare a Pisa, gli donò un prezioso ciondolo con la propria immagine.
Manzi non va considerato una spia volgare. Se aveva accettato l'incarico propostogli da Metternich, era perché sperava che dal riconoscimento dall'apprezzamento della sua competenza potesse scaturire – in quella Vienna dove di fatto si prendevano le decisioni più importanti per gran parte degli stati della penisola – un ripensamento intorno alle modalità della transizione dal modello istituzionale napoleonico a quelli del dopo-Bonaparte. Una speranza, quest'ultima, della quale per altro chi lo prezzolava s'era ben presto reso conto: «Facendo ricorso ai vostri lumi e alle vostre conoscenze, ciò di cui si è sempre avuto riguardo è sì il bene dell'Italia nella sua posizione attuale, [ma dovete rendervi conto che] i principi del governo cessato in generale non potevano essere in verità i nostri».
Si conservasse quanto più possibile delle istituzioni dell'età appena trascorsa e non si prestasse ascolto ai tanti nostalgici dell'antico regime, che alla caduta di Napoleone avevano rialzato la testa dopo anni di silenzio: questo era il messaggio di fondo che attraverso i rapporti informativi vergati dal giurista pisano si materializzava quasi irriverente sulla scrivania di Metternich.